# アーザーデガーン油田
アーザーデガーン油田（アーザーデガーンゆでん、ペルシア語: میدان آزادگان、英語: Azadegan oil field）とは、1999年にイラン国営石油会社によって発見されたイラン最大の油田のこと。アザデガン油田と表記されることも多い。ペルシャ語で（イラクから）逃げてきた人々の意味。イラン西部、イラク国境よりに存在し、推定260億バレルに及ぶ世界屈指の埋蔵量を誇る。戦争などで開発が遅れ、採掘に日本の企業体とイラン国営企業で共同開発することが決まったが、イランの核開発問題が国際的な問題となり、度々アメリカ合衆国から開発中止の要請、圧力が掛かった。2006年の日本企業の大幅権益縮小も、その影響が大きかったと推測される。

## 経緯
- 1980年 - イラン・イラク戦争が勃発。国境地帯が激戦区となり、開発が事実上不可能となる。
- 2000年 - イランのハータミー大統領が来日、日本国政府と開発交渉を進めることで合意。
- 2002年頃 - イランの核開発疑惑が浮上、アメリカ合衆国から開発中止の要請を受け協議が一時中断。
- 2004年 - 国際石油開発を中心とする日本側コンソーシアム（石油資源開発とトーメンを含む）とイラン国営企業の間で、開発に向けたバイバック契約に関する合意がなされ、基本調印を締結。日本側は75%の権益を得た。
- 2005年 - イラン大統領選挙で、対アメリカ強硬論者であるマフムード・アフマディーネジャードが大統領に当選。アメリカからの開発中止要請が高まる。
- 2006年10月 - 国際石油開発は、参加権益の65％およびオペレーターシップをパートナーであるNIOCの子会社Naftiran Intertrade社（NICO）に譲渡することを基本合意。以後、10％の参加権益でアーザーデガーン油田の開発に参加することになった。
- 2007年7月 - NIOCが生産開始。
- 2009年1月 - 中華人民共和国の中国石油天然気集団（CNPC）が北部油田開発参加を調印。
- 2011年3月 - CNPCが南部油田開発参加を調印。現在5万b/d生産中。
- 2014年5月 - イラン石油省は、事業の遅れを理由としてCNPCとの南部油田契約を打ち切り、北部油田のみ開発を認めた[1]。
- 2017年5月 - イラン石油省は、南部油田の国際入札を発表した[2]。

## 日本の立場 (参加当時)
- 日本（企業）が権益を握る数少ない大油田であり、是が非でも開発は進めたい。
- 原油輸入量の15％を頼るイランとの関係悪化を避けたい。
- 核兵器開発の問題の推移によっては、国際間で連携した経済制裁を求められる可能性が高い。
- 開発を進めている会社が（設立当初の目的が国策会社的要素が強い社もあるが）民間会社であるため、法的制限なしに中止を命令することができない。
- 対応如何によっては核開発、核拡散を防ぐ点において、イランと北朝鮮への対応が二重規範となる可能性がある（イランの核開発は黙認しても、北朝鮮は許さないのかということになる）。

## その他
- 油田一帯は、イラン・イラク戦争によって相当数の地雷が埋設されており、開発が進まない原因の一つとなっていた。
- 2005年には、対イラン強硬国の一つであるフランスのトタル社を共同開発パートナーに加えて、リスク分散を図る交渉が進められているとの報道がなされた。
- 2008年7月、露ガスプロム（Gazprom）社が対イラン協力合意の一環としてNorth Azadegan油田開発の参加交渉を始めたが、2010年2月交渉断念。